# Krims kärnkraftverk
Krims  kärnkraftverk (ukrainska: Кримська АЕС, ryska: Крымская АЭС), är ett aldrig färdigställt och nu övergivet kärnkraftverk på nordöstra delen av Krim.
Planerna för kraftverket började ta form 1976, totalt var fyra reaktorer planerade.
Den närliggande staden Shcholkine byggdes 1978 för att hysa byggets arbetare och deras familjer.
År 1982 startade bygget av den första reaktorn och året efter bygget av den andra reaktorn.
Efter Tjernobylolyckan 1986 gjordes en total genomgång av projektet och man upptäckte då att platsen man valt att bygga på var geologiskt instabil. Bygget övergavs 1989.

## Reaktorer
| Station | Typ           | Nettokapacitet | Byggstart       | Bygget stoppat |
| ------- | ------------- | -------------- | --------------- | -------------- |
| Krim 1  | VVER-1000/320 | 950 MWe        | 1 december 1982 | 1 januari 1989 |
| Krim 2  | VVER-1000/320 | 950 MWe        | 1983            | 1 januari 1989 |
| Krim 3  | VVER-1000/320 | 950 MWe        |                 | 1989           |
| Krim 4  | VVER-1000/320 | 950 MWe        |                 | 1989           |